# Leptotyphlops pungwensis
Leptotyphlops pungwensis — вид змій родини струнких сліпунів (Leptotyphlopidae). Ендемік Мозамбіку.

## Поширення і екологія
Leptotyphlops pungwensis відомі за типовим зразком, зібраним в заплаві річки Пунгве в Мозамбіку.